# Philipp Schepmann
Philipp Schepmann (* 1. Januar 1966 in Stuttgart) ist ein freier deutscher Schauspieler, Hörspielsprecher, Hörbuchsprecher, Synchronsprecher, Filmregisseur und Filmproduzent aus Nordrhein-Westfalen. Unter dem Titel ps-audio Studio führt er sein eigenes Ton-Studio.

## Leben und Karriere
Philipp Schepmann studierte von 1989 bis 1993 an der Folkwang Universität der Künste Schauspiel. Daraufhin spielte er in mehreren Theaterstücken im Essener Aalto-Theater, an den Städtischen Bühnen Münster und an den Bühnen der Stadt Köln.
Seit 1997 ist er als freier Sprecher und Schauspieler für Rundfunk, Bühne und Fernsehen tätig. Schepmann hatte verschiedene kleinere Auftritte im Fernsehen, unter anderem in der Lindenstraße, Alarm für Cobra 11, Wilsberg und Höllische Nachbarn. Zudem spielte er in einigen Sketch-Shows mit, so gehörte er von 2002 bis 2007 zur Hauptbesetzung von Mensch Markus.
Des Weiteren arbeitet Schepmann an Rundfunk- und Hörbuchproduktionen. Neben Arbeiten für den Öffentlich-rechtlichen Rundfunk und verschiedene Verlage wie Der Hörverlag oder Lübbe Audio produzierte er einige Hörbücher auch eigenständig. So zum Beispiel Der König von Narnia (im Brendow Verlag erschienen), Geschichten vom kleinen Sternchen (im Hänssler Verlag erschienen) sowie die Hörbibel-Reihe (Gute Nachricht) und Die Große HörBibel (nach Martin Luther) für die Deutsche Bibelgesellschaft. Für das Hörbuch Der König von Narnia war Schepmann 2006 in der Kategorie Bester Sprecher für den Deutschen Hörbuchpreis des WDR nominiert. Das umfangreichste seiner Projekte war Die Große HörBibel, eine mit verteilten Rollen gesprochene Hörbibel, bei der mehr als 80 Sprecher mitwirkten, darunter auch bekannte Synchronsprecher wie bspw. sein Vater Ernst-August Schepmann. Neben der Arbeit als Produzent trat Schepmann hier ebenfalls als Regisseur sowie als Sprecher von Jesus auf.

## Bühne
Theater Hagen
- 1992: Der gestiefelte Kater

Städtische Bühnen Münster
- 1993: Faust II
- 1993: Der Theatermacher
- 1994: Nathan der Weise
- 1994: Cyrano de Bergerac
- 1995: Wie es euch gefällt
- 1995: Kleiner Mann was nun

Bühnen der Stadt Köln
- 1996: Die Jungfrau von Orleans
- 1996: Kuss der Spinnenfrau
- 1997: Totalschaden

Contra-Kreis-Theater Bonn
- 1998: Schon wieder Sonntag

Opernhaus Zürich
- 2008: Peer Gynt

## Filmografie (Auswahl)
als Schauspieler
- 1999: Die Wache (Folge 5x20 Finger weg von Drogen)
- 2000–2009: Lindenstraße (Folge 739 Böse Träume; Folge 1057 Ich sehe was, was du nicht siehst …; Folge 1230 Der Kampf geht weiter!)
- 2002: Mensch Markus (mehrere Folgen)
- 2003–2004: Alt und durchgeknallt (zwei Folgen)
- 2008: Mannsbilder (mehrere Folgen)
- 2008: Alarm für Cobra 11 (eine Folge)
- 2008: Wilsberg: Interne Affären
- 2011: Das Haus Anubis (mehrere Folgen)
- 2011: Der Schlunz – Die Serie (Folge 2x01 Verräter auf der Burg)

Synchronisation
- 1999: Die amerikanische Reise des A. v. Humboldt (Fernsehfilm, Erzähler)
- 1999–2000: Dragon Ball als Junge (Folge 30)
- 2004: Trigun (Toshihiko Seki als Legato Bluesummers)
- 2005: Samurai Champloo (Anime, Nebendarsteller in Folge 9)
- 2005: Fullmetal Alchemist – Der Film: Der Eroberer von Shamballa als Jean Havoc
- 2006: Lauras Weihnachtsstern (Film, Rentier)
- 2007: Darker than Black (als Elis Kastinen)
- 2008: Kleiner Dodo (Film, Baumfrosch)
- 2009: Lauras Stern und der geheimnisvolle Drache Nian (Film, Minibär)
- 2009–2010: Bleach (Anime, Jūshirō Ukitake ab Folge 40)
- 2010: Die großen Volkskrankheiten (vier Folgen, Erzähler)
- 2010: Rivalen am Rhein (Fernsehfilm, Erzähler)
- 2012: Seikimatsu Darling (Anime, Kōsaku Ogata)
- 2013: Wildnis Nordamerika (Dokumentation in 4 Teilen, Erzähler)
- 2014/2015: Fullmetal Alchemist: Brotherhood als Jean Havoc
- 2015: DanMachi als Mitglied der Soma-Familia
- 2015–2020:  Food Wars! Shokugeki no Soma als Hisakos Vater
- 2017–2019: Hunter × Hunter als Kastro
- 2020: Bleach: Fade to Black (Animefilm, als Jūshirō Ukitake)

Spiele
- seit 2007: Assassin’s Creed (Videospielereihe, Shaun Hastings, diverse Charaktere)
- 2011: The Witcher 2: Assassins of Kings als Vernon Roche (Videospiel)
- 2015: The Witcher 3: Wild Hunt als Vernon Roche (Videospiel)

## Hörspiele (Auswahl)
- 1993: Tankred Dorst: Merlin oder das wüste Land (Parzival) – Regie: Walter Adler (MDR)
- 1999: Ken Follett: Die Säulen der Erde – Regie: Leonhard Koppelmann (neunteiliges Hörspiel, WDR)
- 2002: Samuel Shem: House of God (Levy) – Regie: Norbert Schaeffer (MDR)
- 2004: Anton Tschechow: Das Leben in Fragen und Ausrufen – Bearbeitung und Regie: Irene Schuck (Hörspiel – NDR Kultur)
- 2006: Homo Lemnus von S. Santorius – Regie: Judith Lorentz Produktion: SWR
- 2016: Oliver Döring: Foster (Xavier Parker) – Regie: Oliver Döring (Imaga/WortArt)[1]

## Hörfunk-Features / -Dokumentationen (Auswahl)
- 2002: Vertrauliche Verschlusssache: I.M. Punk – Autor: Thomas Gaevert – SWR2 Dschungel, 30 Min.
- 2019: Das Generationenprojekt – Der Uranabbau in Ostdeutschland und seine Folgen – Autor: Thomas Gaevert – SWR2 Feature, 55 Min.

## Hörbücher (Auswahl)
- 2000: Henning Boëtius: Phönix aus Asche (Goldmann-Verlag).
- 2003: Ken Follett: Mitternachtsfalken (Verlag Lübbe)
- 2005: C. S. Lewis: Das Wunder von Narnia aus Die Chroniken von Narnia (Brendow Verlag)
- 2005: C. S. Lewis: Der König von Narnia aus Chroniken von Narnia (Brendow Verlag)
- 2005: C. S. Lewis: Der Ritt nach Narnia aus Chroniken von Narnia (Brendow Verlag)
- 2005: C. S. Lewis: Prinz Kaspian von Narnia aus Chroniken von Narnia (Brendow Verlag)
- 2005: C. S. Lewis: Die Reise auf der Morgenröte aus Chroniken von Narnia (Brendow Verlag)
- 2005: C. S. Lewis: Der silberne Sessel aus Chroniken von Narnia (Brendow Verlag)
- 2005: C. S. Lewis: Der letzte Kampf aus Chroniken von Narnia (Brendow Verlag)
- 2004: Ingo Siegner: Der kleine Drache Kokosnuss kommt in die Schule (DE: Gold (Kids-Award))[2]
- 2007: Ingo Siegner: Der kleine Drache Kokosnuss reist um die Welt (DE: Gold (Kids-Award))
- 2008: Ingo Siegner: Der kleine Drache Kokosnuss und die wilden Piraten (DE: Gold (Kids-Award))
- 2009: Ingo Siegner: Der kleine Drache Kokosnuss und der Schatz im Dschungel (DE: Gold (Kids-Award))
- 2011: Roger Graf: Philip Maloney: Der Ernstfall, Blitz und Donner & Das stille Örtchen (In: Die Krimi-Hörbuch Box), Tandem Verlag (Tandem Verlag audio line)
- 2011: Rachel Ward: Numbers – Den Tod vor Augen (Calsen)
- 2011: Jodi Picoult: In den Augen der anderen (gemeinsam mit Nicolás Artajo, Maximilian Artajo, Irina Scholz und Rolf Berg), Lübbe Audio, ISBN 978-3-7857-4510-6
- 2012: Ingo Siegner: Der kleine Drache Kokosnuss im Weltraum, Random House Audio (DE: Gold (Kids-Award))
- 2013: Ingo Siegner: Der kleine Drache Kokosnuss bei den Dinosauriern (DE: Gold (Kids-Award))
- 2014: Ken Follett: Sturz der Titanen – Die Jahrhundert-Saga (Verlag Lübbe)
- 2018: Luca Di Fulvio: Als das Leben unsere Träume fand (Audible exklusiv)
- 2019: Christopher Schacht: Mit 50 Euro um die Welt (Lübbe Audio)
- 2019: Niklas Natt och Dag: 1793 (gemeinsam mit Simon Roden), Hörbuch Hamburg, ISBN 978-3-86952-410-8
- 2019: Kai Meyer: Maschinengötter, Argon Verlag, ISBN 978-3-7324-5302-3
- 2020: Luca Di Fulvio: Es war einmal in Italien, Lübbe Audio, ISBN 978-3-7857-8208-8 (ungekürzt: Audible)
- 2021: M. C. Beaton: Hamish Macbeth lässt sich nicht um den Finger wickeln, Lübbe Audio, ISBN 978-3-8387-9731-1 (Hörbuch-Download)
- 2021: Henri Faber: Ausweglos, der Audio Verlag, ISBN 978-3-7424-2084-8
- 2021: Victoria Aveyard: Das Reich der Asche – Realm Breaker 1, Random House Audio, ISBN 978-3-8371-5795-6 (Hörbuch-Download)
- 2022: Niklas Natt och Dag: 1795, Hörbuch Hamburg, ISBN 978-3-86952-443-6
  - 2022: Niklas Natt och Dag: 1795, Hörbuch Hamburg, ISBN 978-3-8449-2942-3 (Hörbuch-Download, ungekürzt)
- 2022: Ingo Siegner: Der kleine Drache Kokosnuss in Australien, der Hörverlag, ISBN 978-3-8371-5967-7
- 2022: Gabrielle Kent: Jagd nach dem magischen Schlüssel, Hörbuch Hamburg, ISBN 978-3-7456-0375-0
- 2023: Nina George: Das Bücherschiff des Monsieur Perdu, Argon Verlag, ISBN 978-3-8398-2055-1 (Jean Perdu, Titel 2)
- 2024: M. C. Beaton: Hamish Macbeth fängt einen dicken Fisch, Lübbe Audio, ISBN 978-3-7540-0968-0
- 2025: Peter Dempf: Im Auftrag der Fugger – Der Burgunderschatz, Lübbe Audio & Audible